# FPB Castle
FPB Castle (FPB står för Fast Patrol Boat) var den gemensamma camp som byggdes upp i hamnen i Limassol på Cypern under den marina insatsen i Medelhavet 2006-2007 för ML01 och ML02. I FPB Castle grupperade den svenska underhålls- och ledningsresursen CSE, Contingent Support Element, tillsammans med danska, tyska, norska och grekiska styrkor. Fartygen kunde under tiden i hamn få översyn och service samtidigt som personalen ombord kunde ges möjlighet till vila. Barackboende för både CSE och fartygspersonalen byggdes upp efterhand, men avvecklades i samband med att HMS Sundsvall lämnade UNIFIL i slutet av augusti 2007.